# Seven2
 (septembre 2023).
Ne doit pas être confondu avec Apax Partners LLP.
Seven2 est une société de capital-investissement française fondée en 1972 par Maurice Tchénio et Ronald Mourad Cohen, sous le nom originel de Multinational Management Group.

## Histoire de l'entreprise
L’entreprise est créée en 1972 par Maurice Tchénio et Ronald Mourad Cohen (en), sous le nom de Multinational Management Group (MMG), basé à Londres, Paris et Chicago.
MMG se spécialise dans la gestion des fonds professionnels de capital-investissement (FCPI). En 1977, cette société s'associe à Alan Patricof Associates (APA), et forme la société APAX Partners, un holding international.
MMG devient en dix ans un acteur historique du private equity et de la transmission d’entreprise par Achat à effet de levier (LBO).
MMG est à l’initiative de la création du premier fonds commun de placement à risque (FCPR) doté de 100 millions de Francs en 1983 et de la co-fondation de l’AFIC 1984 : en 1990, l'entreprise adopte d'une stratégie sectorielle autour de 4 secteurs (TMT- Distribution - Santé - Services),,,.
En 1991, la branche française devient Apax Partners SA, et jusqu'en 2018, elle gère les FCPI du groupe monde Apax Partners levés jusqu'en 2007 et agit en tant que conseil en investissement pour Altamir, le premier véhicule[C'est-à-dire ?] côté de private equity sur le marché boursier français.
En 1998, Apax Partners SA reprend Dagard. En 2006, Apax Partners SA décide de rester centré sur le MidMarket et de conserver son indépendance par rapport à Apax Partners LLP.
Elle prend de nom d'Apax Partners SAS en 2008, sous la présidence d’Eddie Misrahi par des associés d'Apax Partners SA et agit comme conseil sur les fonds précédents.
En 2018, Apax Partners SA devient Amboise Partners. Elle est totalement indépendante d'Apax Partners LLP.
En 2023, la société devient Seven2, et demeure une société d'investissement spécialisée dans le financement par l'achat à effet de levier (LBO)[source insuffisante], des entreprises de type PME et ETI[source insuffisante] en France et en Europe. 

### Opérations
En 2011, Apax Partners SAS lève le 8e fond Apax France VIII doté de 704 millions €.
En 2012, la société fête son 40e anniversaire.
En 2013, c'est le rachat du Groupe INSEEC auprès de l'américain Career Education Corporation.
En juin 2014, le fonds Apax France VIII est investi à hauteur de 60 %. En avril 2016, Apax Partners SAS se renforce sur le marché de l'éducation supérieure privée et rachète au groupe Laureate Education ses écoles françaises (ESCE, ECE, EBS Paris, IFG), toutes situées dans le 15e arrondissement de Paris pour près de 200 millions d'euros.
En mars 2019, a lieu la vente d'INSEEC U. au fonds britannique Cinven pour près de 800 millions d'euros.

## Les associés
Agréée par l’AMF, Seven2 est une entreprise indépendante, détenue depuis 2010 à 100 % par ses 6 associés (Eddie Misrahi, Bruno Candelier, Monique Cohen, Bertrand Pivin, Gilles Rigal, Thomas de Villeneuve).

## Investisseurs
Types d’investisseurs dans le fonds Apax France VIII (dernier fonds levé en 2011) :
- Sociétés de placement
- Fonds de pension
- Fonds de fonds
- Fonds souverains
- Compagnie d’assurances

Zones géographiques des investisseurs dans le fond Apax France VIII (dernier fond levé en 2011) :
- France 51 %
- Autres pays d’Europe 20 %
- Amérique du Nord 23 %
- Reste du monde 6 %